# Phenacoccus persimplex
Phenacoccus persimplex är en insektsart som beskrevs av Borchsenius 1949. Phenacoccus persimplex ingår i släktet Phenacoccus och familjen ullsköldlöss. Inga underarter finns listade i Catalogue of Life.